# Toby Sebastian
Sebastian Toby M. Pugh (Oxford, Inglaterra, 26 de febrero de 1992), conocido como Toby Sebastian, es un actor y músico británico. Es conocido por haber dado vida al personaje de Trystane Martell en la serie Game of Thrones.

## Primeros años
Sebastian nació en Oxford, y creció en Andalucía, España, con sus tres hermanas (todas actrices): Florence, Arabella y Rafaela. Su padre, Clinton Pugh, es restaurador y propietario del Café The Grand, Kazbar y el Café Coco en Oxford. Su madre Deborah fue estudiante de danza.

## Carrera
Participó en un concurso de talentos 2008. Presentó sus propias canciones como cantautor en el concurso para llevarse 60.000 de libras de contrato, pero no llegó a la final. En 2012, su primer papel lo tuvo en la serie The Hollow Crown. Al año siguiente, hizo el papel de Russell en la película After the Dark. Después, apareció en la serie The Red Tent como Re-mose, en Barely Lethal como Cash Fenton, y en la quinta temporada de Game of Thrones como Trystane Martell.
Interpretó el papel de Andrea Bocelli en la biografía The Music Of Silence, junto a Antonio Banderas, dirigida por el director Michael Radford.

## Filmografía

### Películas
| Año  | Título                                      | Papel                       |
| ---- | ------------------------------------------- | --------------------------- |
| 2012 | After the Dark                              | Russell                     |
| 2015 | Barely Lethal                               | Cash Fenton                 |
| 2016 | Music, War and Love                         | Vlad Dagmarov               |
| 2016 | Come diventare grandi nonostante i genitori | Pat                         |
| 2017 | The Music of Silence                        | Amos Bardi (Andrea Bocelli) |
| 2018 | Trading Paint                               | Cam                         |

### Televisión
| Año     | Título             | Papel             |
| ------- | ------------------ | ----------------- |
| 2008    | Orange unsignedAct | Él mismo (música) |
| 2012    | The Hollow Crown   | Soldado rebelde   |
| 2014    | The Red Tent       | Re-Mose           |
| 2015–16 | Game of Thrones    | Trystane Martell  |
| 2017    | All You Need Is Me | Johnny            |